# Felicidades (pel·lícula)
Felicidades, coneguda internacionalment com Merry Christmas, és una pel·lícula argentina dirigida per Lucho Bender, descrit com un "drama amb tints de comèdia negra i surrealisme". a ser seleccionada per a representar a l'Argentina en els premis Óscar l'any 2000. Va obtenir el Cóndor de Plata a la millor opera prima i a la revelació masculina per Alfredo Casero.

## Sinopsi
Transcorre en la vespra de Nadal. Petites històries que involucren a desenes de personatges conflueixen en la celebració de Nit de Nadal; compte com una data que hauria de treure el millor de la gent més aviat acaba produint l'efecte contrari. La trama és una antítesi dels clàssics nadalencs nord-americans.

## Repartiment
- Gastón Pauls - Julio
- Pablo Cedrón - Rodolfo
- Silke - Laura
- Alfredo Casero - Fredi
- Cacho Castaña - Cueto
- Luis Machín - Juan
- Carlos Belloso - Jaime
- Marcelo Mazzarello - Héctor
- Fabián Arenillas - Aguilera
- Eduardo Ayala
- Federico Cammarota
- Mariana Arias
- Catalina Speroni
- Jorge Román
- Anahí Martella
- Gabo Correa
- Chela Cardalda

## Ressenyes
- Por Diego Lerer, en Clarín Arxivat 2008-01-07 a Wayback Machine.
- Por Juan José Dimilta, en Leedor.com
- Por Maximo Esseverri, en Cineismo.com
- Por Diego P, en Sueños a pila